# カスタムバトラー ボンバーマン
『カスタムバトラー ボンバーマン』は、2008年12月4日にハドソンより発売されたニンテンドーDS用アクションゲーム。
本作には一人用の「ミッションゲーム」と最大8人で対戦できる「バトルゲーム」が収録されている。
なおニンテンドーDSiウェア『いつでもボンバーマン』についても説明する（後述）。

## ミッションゲーム
「ミッションゲーム」には、得た経験値やユニット（装備品）により、レベルアップやスキルアップでボンバーマンのカスタマイズを行なっていき、数々のゾーンやステージをクリアしていく「ミッションモード」がある。ミッションモードはグリッドシティを舞台に、エネミーと戦いながら様々なミッションをクリアし、ゾーン・ステージをクリアしていく一人用モードである。グリッドシティはAからGの7つのゾーンに分かれており、さらに1つのゾーン10のステージから構成される。各ゾーンはステージ1から順番にクリアしていく。
ステージはいくつかのミッションに分かれており、条件をクリアすることでゲートが開き、先のミッションに進むことができる。最終ミッションをクリアしてワープフロアに入るとステージクリアとなる。各ゾーンのラストステージに待ち受けるボスを倒すとゾーンクリアとなる。
ライフやタイムが0になるとミッション失敗となるが、ステージ内で得たEXPは加算される。
そのほか、ミッションモードでのレベルやユニットを活用してプレイヤー同士の通信対戦ができる「ヴァーサスモード」、ミッションモードで手に入れたユニットを組み合わせて、操作を練習したりスキルを試したりできる「プラクティス」、ミッションモードのベストスコアやベストタイムを閲覧できる他、「ユニットズカン」では手に入れたユニットのデータを確認できる「プレイデータ」がある。
ヴァーサスモードはワイヤレスプレイのみ、バトルゲームはワイヤレスプレイとニンテンドーWi-Fiコネクションの両方に対応。

## 設定

### ストーリー
極めて高度なテクノロジーにより、平和と秩序を維持し繁栄してきた超科学都市「グリッドシティ」。ある日都市をコントロールするマザーコンピュータに凶悪なコンピュータウィルス「ウィボス」が侵入した。ウィルスは急激に増殖し、都市を守るべきメック兵士達を暴走させグリッドシティを制圧した。ウィルスの指令のままに都市の各ゾーンはハッキングされ、都市の機能は完全に麻痺し制御不能となる。これまでグリッドシティを支えてきたテクノロジーの反乱に人々は為す術もなく命からがら脱出する。無人となった都市のネットワーク周囲にファイアーウォールの障壁が積み上げられ、アクセスは完全に遮断された。シティ政府は最後の手段として、嘗てこの星を救った伝説の戦士の名を冠した、あらゆるウィルス攻撃に対応する高度なカスタム能力を持つウィルスバスタープログラム「BOMBERMAN（ボンバーマン）」を開発した。ウィルスの支配下に落ちた都市を取り戻すべく、最後の希望をかけてグリッドシティのサーバー空間に放たれた。

### カスタマイズ
ステージで手に入れたユニットを装備してボンバーマンの能力を変えることができる。装備は「ヘッド（頭）」「ボディ（体）」「アーム（手）」「フット（足）」の4箇所に1つずつ装備できる。

#### スキル
ユニット同士の組み合わせによって、「スキル」と呼ばれる特殊能力が発生する。スキルにはボムに影響をあたえる「ボムスキル」。ボンバーマンのアクションに影響をあたえる「アクションスキル」。SPゲージが最大の時にYボタンを押すと発動する「SPスキル」が存在する。

#### スペック
ボンバーマンの基本能力のことを指す。ユニットを装備することで変化する他、ステージ内で入手できるパックを入手すると、そのステージ内でのみ基本能力を超えてパワーアップ（オーバーロード）が可能。
スピード
ボンバーマンの移動速度。
ボム
ボムの設置個数。
ファイアー
炎の長さ。
アタック
爆風の攻撃力。
ガード
ボンバーマンの防御力。
ハック
ライフパックなどの入手時の効果や、上画面に表示されるアイテム検索の視界に影響する。

#### EXP・LV・EP
EXP
ボンバーマンの経験値。ミッション終了時にプレイ内容に応じて加算される。一定値に達するとLV（レベル）が上がる。
LV
ボンバーマンのレベル。EXPを一定値貯めると上昇する。
EP
ボンバーマンの装備ポイント。ユニットごとに装備ポイントが設定されており、最大値の範囲内においてユニットを装備することができる。LVの上昇に伴って、EPの最大値も上昇する。

### キャラクター
ボンバーマン
超科学都市「グリッドシティ」で言い伝えられている、"かつてこの惑星を救った伝説の戦士"「ボンバーマン」の名を冠したウィルスバスタープログラム。あらゆるウィルス攻撃に対応する高度なカスタム能力を持つ。
テック兵系
武器を持った人型ロボット達。色違いが何種類も存在し、種類ごとによって能力も違う。
ボム兵士系
中ボスを兼ねているロボット達。基本能力は爆弾を置く事ができる。色違いが何種類も存在し、種類ごとによって能力も違う。
アサシン系
忍者に近い外見をしたロボット達。基本能力はボンバーマンが直線に出たら剣で攻撃したり、正面から来た爆炎をシールドで防ぐ。色違いが何種類か存在し、種類ごとによって能力も違う。
ラゼル
ZONE Aのボス。
サウセル
ZONE Bのボス。
ロゼル
ZONE Cのボス。
イオ
緑色の人型ロボットで、体形は細い。爆弾を置く事と、三日月型のカッターを出す。ZONE D、Gにて中ボスとして登場する。ZONEAでラゼルとしてボンバーマンと交戦する。
ボメス
ZONE Dのボス。
テタ
橙色の人型ロボットで、体形は太い。爆弾を置く事と、極太ビームを出す。ZONE E、Gにて中ボスとして登場する。ZONEBでサウセルとしてボンバーマンと交戦する。
ドルバス
ZONE Eのボス。
フィー
赤い色の女性人型ロボットで、体形は細い。爆弾を置く事と音符を八方向に出す攻撃をし、これに当たると状態異常を起す。ZONE F、Gにて中ボスとして登場する。ZONE Cにてロゼルとしてボンバーマンと交戦する。
バリエル
ZONE Fのボス。
ウィボス
グリッドシティのマザーコンピュータに侵入した凶悪なコンピュータウィルス。形態を3つ持つ。

## いつでもボンバーマン
2009年10月7日に配信開始されたニンテンドーDSiウェア。『カスタムバトラーボンバーマン』のバトルゲームを抽出したものである（10ステージ分を収録）。DSダウンロードプレイには対応していないので、多人数対戦では『いつでも』がインストールされた人数分のDSiが必要となる（『カスタムバトラー』バトルゲームとの互換性も無い）。
初心者向けチュートリアル「はじめてのボンバーマン」に加え、1人用モード「ひとりでバトル」、 ワイヤレスプレイによる最大8人までの対戦モード「みんなでバトル」、そして ニンテンドーWi-Fiコネクションによる最大4人までの対戦を楽しめる「Wi-Fi」の3つのモードが収録されている。